# هاينريخ فون كيتليتز
فريدريخ هاينريخ، فريهر فون كيتليتز (بالألمانية: Friedrich Heinrich, Freiherr von Kittlitz) (16 فبراير 1799 - 10 أبريل 1874) كان فناناً ألمانياً، ضابط بحرية، مستكشف وعالم طبيعة. وُلد في عائلة من النبلاء البروسية القديمة (فكلمة «فريهر» تعنى «اللورد المستقل» - وهي رتبة عليا مع البارون).
أبحر كيتليتز في جميع أنحاء العالم بين 1826 و1829 رفقة بعثة سنجاوين الروسية، بقيادة الكابتن فيودور بتروفيتش ليتك. وقد قدْم في متحف الأكاديمية الروسية للعلوم في سانت بطرسبرغ 754 عينة من 314 نوعاً من الطيور، بما في ذلك الأنواع التي أصبحت في وقت لاحق منقرضة. ومن بين هذه هي مرعة جزيرة كوسرائي (Porzana monasa) وزرزور جزيرة كوسرائي (Aplonis corvina) التي هي عُرفت فقط انطلاقاً من عيناته. وقد نشر مرلف أربع وعشرون مشاهد من الغطاء النباتي لساحل وجزر المحيط الهادئ (1844).
سافر كيتليتز إلى شمال أفريقيا في عام 1831 مع صديقه إدوارد روبيل، لكنه اضطر للعودة إلى ألمانيا بسبب تدهور صحته. وكان خلال فترة وجوده في مصر ينتظر قارب جمع عينات من الطيور التي أصبحت تعرف باسم زقزاق كيتليتز.
وقد تم تسمية عدة طيور باسمه منها موريلت كيتليتز، وتفلقية كيتليتز، وسمنة كيتليتز، وزقزاق كيتليتز.

## الأعمال
- Kupfertafeln zur Naturgeschichte der Vögel, Frankfurt 1832, 1. Heft
- 24 Vegetationsansichten von den Küstenländern und Inseln des Stillen Ozeans, mit Text, Wiesbaden 1845–1852
- Vegetationsansichten aus den westlichen Sudeten, Frankfurt 1854
- Naturszenen aus Kamtschatka
- Bilder vom Stillen Ozean
- Denkwürdigkeiten einer Reise nach dem russischen Amerika, nach Mikronesien und durch Kamtschatka, Gotha 1858, Band 1, Band 2
- Psychologische Grundlage für eine neue Philosophie der Kunst, Berlin 1863
- Schlußfolgerungen von der Seele des Menschen auf die Weltseele, Mainz 1873
- Ornithologisches Tagebuch. Handschrift mit Aquarellmalereien. 4 Bände (1816-1823).Wissenschaftliche Stadtbibliothek Mainz, Sammlung Moyat, Sign.: Moyat 658